# 小平権一
小平 権一（旧字体: 小平 權一、こだいら ごんいち、1884年1月6日 - 1976年8月1日）は、日本の政治家、農林官僚。衆議院議員。農本主義者。

## 来歴・人物
長野県諏訪郡米沢村（現茅野市）に小学校教員の小平邦之助の長男として生まれる。旧制諏訪実科中学校（現・長野県諏訪清陵高等学校）を経て、旧制第一高等学校工科を途中休学。1910年に東京帝国大学農科大学を卒業し、さらに同法科大学政治科に入学。在学中の1913年に高等文官試験に合格し、翌年に卒業した。
農商務省に入り、農政課に配属。農政課小作分室長として石黒忠篤農政課長とともに小作立法に取り組む。1922年に産業組合の主管課である農務課長に就任、産業組合中央金庫の設立に中心的役割を果たした。産組中金設立とともに参事として出向。その後、農林省へ戻り農政課長、米穀課長、蚕糸局長、農務局長、経済更生部長を経て1938年に農林次官に就任。小作立法、産業組合の保護育成、農業保険制度、農業金融の改善充実、農産物の価格安定など農政の主要課題の企画立案に当たった。経済更生部長時には、農業恐慌にあえぐ農村の再建のため農山漁村経済更生運動を指導し、小農経営を産業組合に結集して農業経営の組織化を唱導し、千石興太郎を指導者とする産業組合拡充運動と呼応して「協同組合主義農政」を推進した。
その後、満州国に渡り、満洲糧穀株式会社理事長、興農合作社中央理事長、満州国参議府参議を務めた。
1942年（昭和17年）、第21回衆議院議員総選挙に長野3区（当時）から翼賛政治体制協議会の推薦を受け、出馬し、当選を果たした。
1943年には中央農業会副会長。改組後の全国農業会副会長として戦中・戦後の混乱期の協同組合組織の最高責任者として尽力。1944年には中央農業会から家の光協会を独立させ会長に就任。
戦後は公職追放を経て、農林中央金庫監事、協同組合短期大学教授を務めた。

## 著書
- 『農業金融論』
- 『農業保険の機能と組織』
- 『農村副業問題』
- 『産業組合論』
- 『農業金融と農家負債整理』
- 『産業組合金融』上・下
- 『産業組合法』

## 親族
- 小平邦彦 - 長男。数学者。
- 金井清 - 妻の兄[2]。諏訪市長。